# Вангел Филипов
Вангел Филипов (на гръцки: Ευάγγελος Φιλιππίδης, Евангелос Филипидис) е гръцки свещеник и революционер, деец на Гръцката въоръжена пропаганда в Македония.

## Биография
Пандо Хаджиев е роден в зъхненското село Клепушна, днес в Гърция. Става свещеник и се присъединява към гъркоманската партия в Клепушна. Обявен е за агент от II клас. Действа като информатор и водач на четите на андартските капитани Александрос Айвалиотис, Дукас Гайдадзис и Стерьос Влахвеис в Долноджумайско. Действията му като свещеник и революционер помагат в Клепушна да се задържи гъркоманска партия. През декември 1906 година български дейци изгарят къщата му, в която загива жена му.